# Con Heir
«Con Heir» (рус. Ложный наследник) — одиннадцатый эпизод мультсериала «Американский папаша!». Премьера серии была 8 октября 2005 года.

## Сюжет
Зам. директора Баллок планирует захватить целую группу членов организации Аль-Каида. Стэн, которому руководство ЦРУ всегда поручало самые ответственные роли в подобных заданиях, получает неприятное известие: на этот раз он останется на вторых ролях и будет вести отчёт о ходе операции. Баллок аргументирует это тем, что Стэн, как примерный семьянин и отец, не может подвергаться такому риску. На следующий день Стэн, не послушав Франсин (она сказала, что это просто кризис среднего возраста и предложила поговорить с боссом), решил выслужиться перед начальством и заложил в офисе бомбу, чтобы потом её обезвредить. Но план провалился и Стэн выставил себя дураком.
В этот же день умирает дедушка Смит, предположительно от инфаркта. Во время похорон на небе неожиданно появляется вертолёт и с него спрыгивает поджарый мускулистый мужчина лет 60-ти. Стэн, чрезвычайно обрадованный его появлением, говорит, что это его настоящий отец, а человек, которого они только что похоронили, не является им роднёй. Джек Смит — так зовут его отца — вынужден был скрываться от семьи, так как работал на одну тайную спецслужбу. Смиты, за исключением Стэна, не очень довольны появлением нового члена в семье и скучают по старому дедушке Смиту. Однако Стэн видит в Джеке образец для подражания, и когда тот предлагает ему бросить работу в ЦРУ и стать членом «Альянса Алых», он с радостью соглашается. В это время в дом Смитов приходят агенты ФБР, которые разыскивают похитителя драгоценностей. Вскоре Франсин случайно обнаруживает среди вещей Джека накладные усы и обо всём догадывается. Джек, понимая, что он разоблачён, пускает в ход последний вариант: обвиняет Франсин в шпионаже. Стэн безоговорочно верит отцу, запирает жену в подвале и едет с отцом на задание, в ходе которого им, по словам Джека, нужно забрать крупную партию урана. Но когда они проникают в главное хранилище музея, Джек вместо того, чтобы искать уран, начинает набивать карманы золотом и драгоценностями. Стэн понимает, что его отец не тот, за кого себя выдаёт, и хочет арестовать. Но сыновьи чувства в конце концов перевешивают профессионализм агента ЦРУ и Стэн отпускает своего отца, взяв с него обещание, что он никогда больше не будет воровать и станет на путь истинный. Джек с блеском сдерживает обещание, угнав у Стэна машину и обчистив ближайший парковочный автомат.
В это время развивается вторая сюжетная линия вокруг Стива и его непростых отношений с девушками. Когда он приходит в дом престарелых, чтобы забрать дедушкины вещи, то встречает там его соседку, с которой дедушка Смит любил играть в бридж. Их непродолжительный разговор заканчивается совокуплением. На следующий день Стив уже вовсю хвастает перед Тоши, Снотом и Барри о том, что у было у неё с Гречен, считая её своей полноправной девушкой. Когда Стив вновь отправляется в дом престарелых, чтобы повидаться с Гречен, он находит на спинке стула такую же джинсовую рубашку с обрезанными рукавами, как у Снота, и начинает подозревать неладное. Но их дружба проходит проверку на прочность, и они обещают друг другу больше никогда не ссорится из-за девушек.

## Производство
Серия была придумана Стивом Хели, для которого это была первая придуманная им серия и срежиссирована Альбертом Калерозом, который также срежиссировал серию «Roger Codger». Приглашённые гости Дэран Норис в роли Джека, Шерри Уетсон в роли Гретчен. Также незначительную роль сыграл
Мартин Мулл в роли отца Донована.

## Критика
В оригинальную премьеру серия заняла 58-е место в неделе с 26 сентября по 2 октября 2005 года, также серию посмотрели 7 430 000 зрителей
411Mania дала смешанную рецензию, поставив 7 баллов из 10, сказав, что «Эта серия была менее смешной, чем предыдущие серии, однако сцена в конце когда Роджер говорит, что Джек забёрёт его с собой была смешной».. Также серия получила рейтинг 8,4 на сайте TV.Com, в результате голосования посетителей, а оценка посетителей IMDb составила 6,8.

## Релиз
Серия вышла на DVD вместе с двенадцатью сериями 26 апреля 2006 года на трёх дисках.